# کارل هولتس
کارل هولتس (آلمانی: Karl Holz؛ ‏ ۲۷ دسامبر ۱۸۹۵ – ۲۰ آوریل ۱۹۴۵) سیاست‌مدار اهل آلمان و یکی از اعضای حزب ناسیونال سوسیالیست کارگران آلمان بود. او گائولایتر فرانکونیا بود که بعدها به مقام اس‌آ-گروپنفورر ترفیع یافت.
وی همچنین برندهٔ جوایزی همچون نشان آلمان شده است.